# Tara Duncan
Pour les articles homonymes, voir Duncan.
Tara Duncan est une série de romans de fantasy créée par l'autrice française Sophie Audouin-Mamikonian. Elle met en scène les aventures de l'héroïne éponyme, Tara Duncan, une jeune fille dotée de pouvoirs magiques. L'histoire se déroule à la fois sur Terre et sur une planète magique du nom d'AutreMonde.

## Contexte
L'univers étendu de Tara Duncan compte dix-sept livres : un premier cycle de douze tomes, un livre transitoire, le premier tome d'un second cycle, une préquelle ainsi que deux fanfictions. La saga a d'abord été éditée aux Éditions du Seuil, puis chez Flammarion et enfin chez XO Éditions. Elle a rencontré un grand succès commercial, atteignant les 100 000 exemplaires vendus par volume et se plaçant régulièrement en tête des ventes pour la littérature jeunesse en France. Elle a été traduite dans dix-neuf langues et distribuée dans vingt-six pays étrangers.
En 2010, Tara Duncan a été adaptée en série d'animation par MoonScoop et Antefilms. En 2012, elle a également été adaptée en e-book illustré interactif par Byook. Enfin, un jeu-vidéo en ligne conçu par la société Feerik Games a été disponible de 2010 à 2012. La série connaît une nouvelle adaptation en série d'animation en 2021 et pilotée par l'auteure.
Tara Duncan se classe parmi les séries de fantasy jeunesse, mêlant les codes de l'heroic fantasy, au travers des quêtes de Tara et de ses amis dans un environnement qui s'inspire de nombreux mythes et légendes (telles que la Belle et la Bête, les dragons, les elfes, etc.), à ceux de la science fantasy, qui confronte les éléments d'un univers merveilleux (la magie, les créatures fantastiques) à ceux de la science-fiction (planètes, vaisseaux spatiaux, etc.).

## Résumé
Élevée par sa grand-mère dans le sud de la France, Tara partage un important secret avec ses deux meilleurs amis : elle est dotée de pouvoirs étranges, qui l'ennuient plus qu'autre chose et qu'elle ne contrôle absolument pas. Sa vie bascule lorsqu'elle découvre que sa mère, qu'elle pensait morte, est retenue prisonnière sur une planète magique nommée AutreMonde, et quand le geôlier de cette dernière – Magister – tente de la kidnapper à son tour. Afin de garantir sa sécurité, elle est envoyée sur AutreMonde, où elle découvre les origines de sa famille et de ses pouvoirs. Elle y fait la rencontre d'amis qui lui seront d'une aide précieuse dans son combat contre Magister et les autres ennemis qui se dresseront sur sa route.

## Narration
La saga est racontée par un narrateur omniscient qui s'attache principalement au personnage de Tara Duncan. Les notes de bas de page, qui apparaissent à partir du tome 4, font usage de la métalepse, qui casse l'illusion fictionnelle : il est évident qu'il s'agit d'informations que Sophie Audouin-Mamikonian apporte elle-même en tant qu'autrice et narratrice à ses lecteurs. « Glyphes (selon le Robert) : ciselure, trait gravé en creux. Euh non, le trait n'est pas en creux dans la peau hein (beurk !) disons que c'est un glyphe à ma manière, juste posé sur la peau ! » Sophie Audouin-Mamikonian est même évoquée brièvement en tant que personnage de romancière narrant les aventures de Tara Duncan. « — Nous n'avions pas la choix, répliqua Isabella en pinçant les lèvres. Cette maudite Sophie Audouin-Mamikonian est insensible à la magie. Soit nous lui donnions de la matière pour ses livres, soit elle révélait tout sur AutreMonde. [...] Encore heureux qu'elle ait relaté la vie de Tara sous forme de fiction ! »   En ces occasions, il est suggéré que la narration est menée par Sophie Audouin-Mamikonian elle-même.

## Univers de la saga

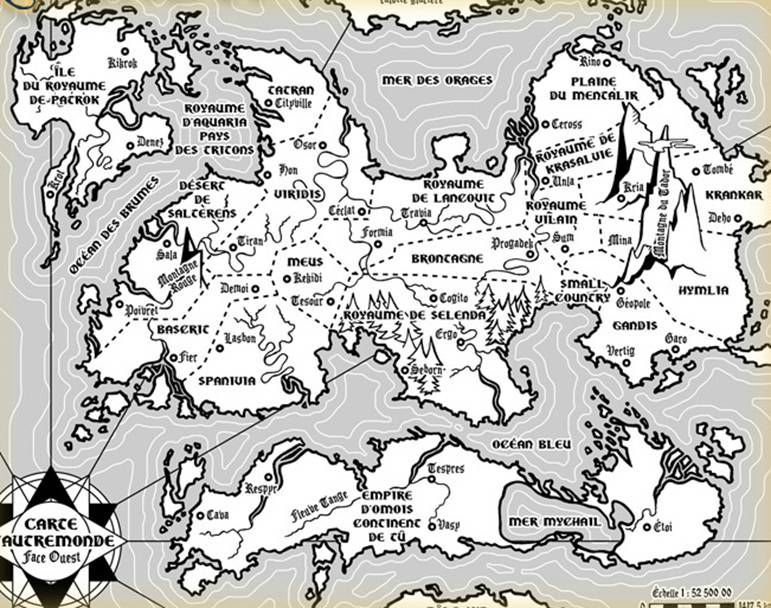
Carte de la partie ouest d'AutreMonde, où se déroulent la plupart des aventures de Tara Duncan.

AutreMonde est une planète magique inventée par Sophie Audouin-Mamikonian, sur laquelle se déroulent la plupart des aventures de la série.
Il s'agit d'un monde dangereux, peuplé de races intelligentes variées ainsi que d'une multitude d'animaux et de plantes, tous influencés par la magie. En outre, la plupart des noms de lieux, d'animaux et de plantes constituent des jeux de mots.
Dans les livres, il est précisé que la vie d'AutreMonde est rythmée par sept saisons et qu'une année s'y divise en quatorze mois. Les livres mettent l'accent sur les dynamiques géopolitiques propres à cette planète.
AutreMonde et la Terre sont reliées par des portes de transfert. Ces dernières utilisent une méthode de téléportation, comme c'est souvent le cas dans les univers de science-fiction.
AutreMonde a été la première pierre de la saga, imaginée avant les personnages et les intrigues qui forment l'histoire,,. Cette démarche de création d'un monde imaginaire (wolrdbuilding) se rapproche de celle de J. R. R Tolkien, chez lequel l'univers de la Terre du Milieu précède les intrigues qui s'y déroulent, ou de celle d'H. P. Lovecraft. Ce worldbuilding permet à la saga et ses adaptations de proposer un univers transmédiatique, où chaque média propose une porte d'entrée différente et singulière dans l'univers.

### La magie

#### Les sortceliers
Contraction de « ceux qui savent lier les sorts ». C'est ainsi que sont désignés les individus capables de pratiquer la magie. Il existe plusieurs grades chez les sortceliers, tels que les Mages, les Hauts Mages et les Premiers Sortceliers, qui sont les étudiants sous la supervision des Hauts Mages. Les Mages se spécialisent en fonction de leurs aptitudes et des besoins de leurs employeurs. Tous les sortceliers et Hauts Mages sont soumis à l'autorité du Grand Conseil, dont les décisions prévalent sur celles des lois des nations et royaumes. Ceux qui refusent l'autorité de ce conseil sont appelés les semchanachs. S'ils causent du tort aux habitants de la Terre ou d'AutreMonde, les elfes-chasseurs ont pour mission de les interpeler (les semchanachs sont les ennemis que doivent combattre Tara, Moineau et Cal dans la série d'animation sortie en 2010).

#### Les Familiers
Un Familier est un animal qui tisse un lien privilégié avec le sortcelier de son choix. Ce lien permet au sortcelier de communiquer aisément avec son animal, qui devient son compagnon au quotidien ainsi qu'un membre de sa famille. Un lien est généralement si puissant qu'en cas de décès de l'un, l'autre n'y survit pas.

#### Les nonsos et non-magiques
Nonsos est la contraction de « non sortceliers ». C'est ainsi que sont désignés ceux qui sont incapables de pratiquer la magie. Ils forment une minorité sur la planète AutreMonde mais sont majoritaires sur Terre.
Les non-magiques (NM) sont des individus nonsos réfractaires à la magie. Ils ne peuvent donc ni la pratiquer, ni la subir. Sophie Audouin-Mamikonian est présentée comme une nonsos NM dans la saga.

## Saga littéraire

### Premier cycle:Tara Duncan
D'abord annoncée comme une décalogie, le premier cycle de la saga comporte finalement douze tomes. Le lecteur suit Tara dans ses aventures de ses douze à vingt ans.
Seuls les tomes 1, 2 et 6 ont été édités en format poche.

#### Tome 1:Les Sortceliers(2003)
Article détaillé : Les Sortceliers.
L'intrigue du premier roman permet de découvrir Tara, qui mène une vie paisible et ordinaire sur Terre. Ce quotidien tranquille change brusquement lorsque Magister tente d'enlever Tara Duncan. Elle est propulsée sur AutreMonde, la planète magique dont elle est originaire mais dont elle ignore tout, alors que ses pouvoirs refusent de lui obéir. À la recherche de sa mère, captive de Magister depuis dix ans, elle se fait de nombreux amis qui l'assisteront dans sa quête. Des Limbes à Omois, en passant par la Forteresse Grise, antre de Magister, ils devront faire face ensemble aux complots du Maître des Sangraves.
- Les Sortceliers a été publié aux éditions du Seuil en mai 2003[24], aux éditions France Loisirs[25] et Pocket Jeunesse[26] en 2007, puis réédité aux éditions XO en 2015[27].

Profitant de la réédition en 2007, l'auteure a légèrement modifié le scénario, permettant à Tara d'entrer en contact avec sa mère dès le début de l'aventure, apprenant par là la survie de cette dernière et lui permettant de partir à sa recherche. Dans la version initiale de 2003, Tara découvrait seulement au cours de son aventure que sa mère avait été faite prisonnière de Magister.

#### Tome 2:Le Livre Interdit(2004)
Au début du deuxième tome, Cal est envoyé en prison, accusé d'un meurtre qu'il n'a pas commis. Tara repart sur AutreMonde afin de découvrir le piège politique dans lequel est tombé son ami. Épaulée par Manitou, son arrière-grand-père transformé en labrador, ainsi que par ses jeunes amis sortceliers, Tara doit retrouver Cal et le sauver. Ses pouvoirs, qui n'en font qu'à leur tête, l'aident à affronter les nombreux ennemis qui se dressent sur sa route au travers de ce tome. Parmi eux se trouve le Ravageur d'Âmes, réveillé par Fafnir, qui menace la sécurité de la planète entière. C'est l'occasion pour elle de faire une rencontre inattendue dans les Limbes, qui l'aidera à faire la lumière sur ses origines.
- Le Livre interdit a été publié aux éditions du Seuil en mai 2004[30], aux éditions France Loisirs[31] et Pocket Jeunesse[32] en 2007, puis réédité aux éditions XO en 2015[33].

#### Tome 3:Le Sceptre Maudit(2005)
Article détaillé : Le Sceptre Maudit.
Tara Duncan doit précipitamment quitter la Terre pour AutreMonde : sa mère, Selena, a été blessée dans un attentat. Et Magister, que tous croyaient disparu, est de retour. Avec l'aide d'une immense et redoutable armée de démons, il prétend s'emparer de l'Empire d'Omois – et peut-être éradiquer ensuite la race des dragons. Détenteur du Sceptre Maudit, il prive de leur magie les sortceliers d'AutreMonde.
L'Impératrice et l'Imperator capturés, Tara se retrouve seule, à quatorze ans, à la tête de l'Empire d'Omois pour mener une guerre que tous pensent perdue d'avance. Aidée de ses amis, la jeune fille doit affronter Magister, ses hordes et ses espions ainsi que son terrifiant tueur : le Chasseur. Et tout cela alors que ses pouvoirs ne cessent de grandir...
- Le Sceptre maudit a été publié aux éditions Flammarion en septembre 2005[34], puis en 2006, dans une version légèrement modifiée par l'auteure[35], et aux éditions France Loisirs en 2007[36].

#### Tome 4:Le dragon renégat(2006)
Article détaillé : Le dragon renégat.
Dans ce quatrième opus, Tara découvre que sa magie, devenue trop puissante pour elle, serait due à une manipulation génétique qui la mettrait en danger de mort. Pour ne rien arranger, des ennemis monstrueux menacent la planète Terre et contraignent Tara à porter secours à un jeune Terrien aux pouvoirs surhumains. Cette aventure l'emmène, elle et ses amis, en Angleterre et sur le site de Stonehenge, où elle continue de découvrir les mystères qui entourent ses origines et les membres de sa famille.
- Le Dragon renégat a été publié aux éditions Flammarion en septembre 2006[9], et aux éditions France Loisir[37] en 2007.

#### Tome 5:Le Continent Interdit(2007)
Article détaillé : Le Continent interdit.
Dans cet opus, Magister s'en prend à Tara en enlevant son amie d'enfance, Betty, contraignant l'héroïne à se rendre sur le Continent Interdit. Ce continent secret d'AutreMonde est régi par les dragons, qui en interdisent l'accès. Tara n'a que peu de temps pour sauver son amie, ce alors qu'elle n'a plus ses pouvoirs. Sur le Continent Interdit, elle découvre que la sanguinaire Reine Rouge a pris le pouvoir et que les dragons sont prêts à la laisser mourir pour cacher un horrible secret. Elle et ses amis se retrouvent pris au piège, en grande difficulté, et liés aux intrigues politiques plus étroitement que jamais.
- Le Continent interdit a été publié aux éditions Flammarion en septembre 2007[38].

#### Tome 6:Dans le piège de Magister(2008)
Article détaillé : Dans le piège de Magister.
Tara a quinze ans dans ce tome. Sa magie est la plus puissante jamais détenue par un humain, et pourtant, Magister, son ennemi juré, ne cesse de s'en prendre à elle et à sa famille. Mais la jeune fille refuse de demeurer l'éternelle victime des complots du Maître des Sangraves. Ainsi, quand Magister tente une fois encore de s'emparer de sa mère, dont il est fou amoureux, Tara décide de passer à l'attaque.
- Dans le piège de Magister a été publié aux éditions XO en septembre 2008[39] et aux éditions Pocket Jeunesse en 2009[40].

#### Tome 7:L'invasion fantôme(2009)
Article détaillé : L'invasion fantôme.
Dans ce tome, Tara provoque une immense catastrophe, qui a des conséquences dramatiques sur sa vie, celle de ses amis et l'équilibre politique d'AutreMonde. La potion qu'elle prépare depuis un an pour faire revenir son père, décédé lorsqu'elle avait deux ans, n'a pas l'effet attendu et ouvre un portail permettant aux fantômes d'OutreMonde de pénétrer dans le monde des vivants. Des milliers de fantômes envahissent alors AutreMonde. Robin meurt sous les yeux de Tara et en quelques heures, l'Impératrice et son gouvernement sont possédés. Tara est sauvée de justesse par Xandiar, le thug, qui se sacrifie pour qu'elle puisse se réfugier au Château Vivant du Lancovit. Ce dernier la cache avec Cal, qui a aussi réussi à s'enfuir, mais, désespérée par la mort de Robin, Tara sombre dans une profonde dépression, avant de décider de réparer son erreur et de débarrasser AutreMonde des fantômes. Elle part alors pour l'île des Edrakins avec son ennemie Angelica et Sylver, un nouvel ami très mystérieux, afin de trouver la machine qui permettrait de détruire les fantômes.
- L'Invasion fantôme a été publié aux éditions XO en septembre 2009[41].

#### Tome 8:L'Impératrice maléfique(2010)
Article détaillé : L'Impératrice maléfique.
Bannie d'AutreMonde et exilée sur Terre pour avoir failli détruire AutreMonde, Tara devient une chasseuse de semchanachs, les sortceliers renégats. Pendant ce temps, Robin est enlevé. Le jour de ses seize ans, elle apprend que des Sangraves ont attaqué ses amis et leurs parents. Elle suspecte Magister d'être derrière cette agression. Elle décide alors de se rendre sur AutreMonde de façon clandestine, en passant par les Limbes Démoniaques. Elle y rencontre Archange, le prince des démons, qui semble cacher ses intentions à l'égard de la jeune adolescente. Sa relation avec Robin est mise à l'épreuve en raison d'un sort émanant de sa grand-mère Isabella et de son arrière grand-père Manitou. Fafnir, quant à elle, se rapproche de Sylver, le demi-dragon élevé comme un nain.
- L'Impératrice maléfique a été publié aux éditions XO le 23 septembre 2010[42].

#### Tome 9:Contre la Reine Noire(2011)
Article détaillé : Contre la Reine Noire.
Ce tome commence lorsque Lisbeth annonce à Tara qu'elle abdique en sa faveur. Tara refuse mais finit par accepter le titre d'Impératrice suppléante, à contrecœur. Après sa transformation impromptue en Reine Noire, son double démoniaque, elle s'enfuit d'AutreMonde, pourchassée par l'Empire d'Omois. Contrainte de se réfugier sur Terre, elle y fait la connaissance des « Amazones », une escouade de combattantes chargées de protéger les objets démoniaques dont Magister prépare le vol. Après un long séjour dans les souterrains, elle fait face à ce dernier, qui a eu le temps d'utiliser les artefacts. La Reine Noire refait surface et impacte alors ses ennemis comme ses amis.
- Contre la reine noire a été publié aux éditions XO le 22 septembre 2011[43].

#### Tome 10:Dragons contre démons(2012)
Article détaillé : Dragons contre démons.
À l'approche de ses dix-huit ans, Archange, le roi des démons, Maître Chem, le dragon, ainsi qu'une foule de prétendants demandent Tara en mariage. Tous sont motivés par des raisons politiques. Un plan terrible se monte sur Tadix, l'une des deux lunes d'AutreMonde : si les démons ont de mauvaises intentions, le satellite implosera, entraînant la mort de toutes les personnes qui s'y trouvent. Cal déclare sa flamme à Tara, alors que sa relation avec Robin s'enlise dans les complications et les malentendus. En toile de fond, une nouvelle guerre contre les démons se prépare.
- Dragons contre démons a été publié aux éditions XO le 27 septembre 2012[44].

#### Tome 11:La guerre des planètes(2013)
Article détaillé : La guerre des planètes
Dans le ciel d'AutreMonde, les six planètes des démons ont fait leur apparition, provoquant la panique sur la planète magique qui se souvient encore de la terrible Guerre des Failles les ayant opposés aux démons des siècles plus tôt. Le choix de révéler l'existence de la magie aux Terriens s'impose à Lisbeth, l'Impératrice, et à Tara, son Héritière. Tara et ses amis décident alors de s'infiltrer au cœur de ces planètes ennemies. Cal et Robin continuent de lutter pour l'amour de Tara, tandis qu'Éléanora, ancienne amoureuse de Cal, refait surface pour leur venir en aide.
- La Guerre des planètes a été publié aux éditions XO le 19 septembre 2013[45].

#### Tome 12:L'ultime combat(2014)
Article détaillé : L'ultime combat.
Une comète menace de dévaster les planètes démons et d'en collecter les âmes. Au palais de Tingapour, la reine des elfes est mystérieusement assassinée. Pour contrer la comète, Tara et ses amis n'ont d'autre choix que de récupérer les derniers objets démoniaques qu'ils n'ont eu de cesse de protéger au fil des ans. Ils entament alors une quête intergalactique, qui les mènera vers un secret enfoui depuis plus de cinq mille ans.
- L'Ultime Combat a été publié aux éditions XO le 18 septembre 2014[46].

Ce tome clôt le premier cycle des aventures de Tara Duncan et du Magicgang.

#### Tome transitoire:Tara et Cal(2015)
Tara, 22 ans, est enceinte de Cal et désormais incapable d'utiliser la magie. Sa vie en tant qu'Héritière aux côtés de ses amis se passe à merveille, jusqu'à ce que les paons pourpres aux cent yeux d'or, symboles d'Omois, se volatilisent. Cal, chargé de les retrouver, est désemparé lorsque Tara se volatilise à son tour tandis qu'elle essayait de récupérer sa magie dans les marais de la désolation. Très inquiet pour la femme qu'il aime et les enfants qu'elle porte, Cal se lance à sa recherche. Il doit s'allier avec Magister, le pire ennemi de Tara et du Magicgang. De son côté, Tara rencontre un ennemi particulièrement malveillant.
- Tara et Cal a été publié aux éditions XO le 24 septembre 2015[47].

Ce tome transitoire ouvre un second cycle dans l'univers de Tara Duncan.

### Préquelle:La fille de Belle(2015)
Cette histoire prend place au royaume du Lancovit, l'un des lieux emblématiques de la saga, 450 ans avant la naissance de Tara Duncan. Isabelle est la fille de la Belle et la Bête. Son père, le roi Damien, est victime de la célèbre malédiction et l'a transmise à sa fille. Le peuple du Lancovit voit cette situation d'un mauvais œil et cela complique la succession au trône, qui devrait normalement revenir à Isabelle. Sa malédiction de Bête sera pourtant la clé qui lui permettra de sauver son royaume d'un complot. Au fil du livre, Isabelle croise quelques personnages illustres du premier cycle, ainsi que les ancêtres de certains personnages primordiaux.
- La fille de Belle a été publié aux éditions La Martinière Jeunesse le 2 avril 2015[48].

### Second cycle:Dan et Celia: Les jumeaux d'AutreMonde
Le second cycle de la saga se concentre sur les enfants des héros du premier cycle. Cette focalisation sur différentes générations est un motif relativement connu dans la fiction. C'est ce que proposait déjà Émile Zola avec ses 20 romans sur les Rougon-Macquart et ses cinq générations.

#### Tome 1:L'impossible mission(2016)
Danviou et Celia Duncan sont les enfants de Tara et Cal. Ils ont treize ans, soit à peu près l'âge de leur mère au début de ses aventures sur AutreMonde. À la différence de cette dernière, cependant, leurs pouvoirs magiques sont quasi inexistants. Ce qui pose problème lorsque Dan, le plus intrépide et courageux des deux, est kidnappé. Celia s'entoure alors de nouveaux amis, dont le fils de Magister, et profite de son statut d'adolescente que personne ne remarque pour partir à la recherche de son frère. Par la suite, ils vont découvrir un nouvel ennemi particulièrement dangereux...
- L'impossible mission a été publié aux éditions XO le 6 octobre 2016[49].

## Les AutresMondes de Tara Duncan
Les AutresMondes de Tara Duncan formait un projet de collection permettant aux fans de l'univers de faire leurs premiers pas dans le monde de l'édition, sous l'égide de Sophie Audouin-Mamikonian. L'unique roman publié dans cette collection est une fanfiction, écrite par Thomas Mariani, fan de fantasy et de Tara Duncan, et supervisée par Sophie Audouin-Mamikonian. Il relève de l'univers étendu de l'œuvre et s'insère donc légitimement dans l'univers de la série.

### Tome 1:La Danse de la Licorne(2013)
Xoholt Xoalt, thug et garde omoisien, sauve la vie d'héritières impériales lors d'un attentat à Tingapour. Mais ce n'est rien comparé à la menace que signifie la « danse de la licorne », rituel magique qu'un chorégraphe terrien veut faire danser à sa compagnie. Chaque pays important d'AutreMonde envoie son représentant dans cette compagnie et Omois, qui en fait évidemment partie, envoie l'une de ses héritières. C'est Xoholt qui est envoyé sur Terre pour la protéger et dérober le parchemin sur lequel est retranscrite la dangereuse variation, ce sous le déguisement d'un masseur-kinésithérapeute dans la compagnie de danse. Xoholt se retrouve alors au cœur d'un vaste complot. De son côté, Nina Maeda-Kapelmeister, une jeune danseuse trop curieuse, lui met des bâtons dans les roues. Avec l'aide d'un fantôme et d'un aristocrate, elle plonge malgré elle aux racines de cette conspiration qui met en danger tout AutreMonde. Xoholt et Nina doivent faire face à nombre de dangers et déjouer les pièges des sortceliers comme des humains. Ils seront emmenés au plus profond des catacombes, jusqu'à la cour des Miracles.
- La Danse de la Licorne de Thomas Mariani a été publié aux éditions Michel Lafon en novembre 2013[50].

### Tome 2:Le Secret des ombres
Xoholt, le garde omoisien, ne sait plus où donner de la tête. Alors que la bataille fait rage au cœur des catacombes, Nina est enlevée. Or la jeune fille est la dernière à avoir eu en main le manuscrit de la Danse de la Licorne, dans lequel se trouve un sortilège cataclysmique. Le temps est compté, mais comment faire alors que la magie est quasi inexistante sur Terre ? Aidé d'une bande de mercenaires excentriques, d'un curieux fantôme et d'un aristocrate fantasque, Xoholt se lance à la recherche de Nina, et surtout d'un moyen de contrer ce sortilège qui met la Terre et AutreMonde en péril.

## Personnages

### Personnages principaux
- Tara'tylanhnem T'al Barmi Ab Santa Ab Maru T'al Duncan, dite Tara Duncan

Héroïne de la série, Tara a douze ans au début de ses aventures. Elle est caractérisée par sa chevelure blonde tranchée d'une mèche blanche au-dessus du front, ses yeux bleu marine et son menton volontaire. Téméraire, dotée d'un fort caractère, elle supporte difficilement qu'on lui donne des ordres. Élevée par une grand-mère distante qui lui accorde peu de temps, elle est très autonome et capable d'une grande ingéniosité. Malgré l'absence de ses parents, décédés, elle a passé une enfance paisible à Tagon, petit village fictif du sud-ouest français. Sur AutreMonde, elle se distingue par ses pouvoirs magiques particulièrement impressionnants, qu'elle peine beaucoup à contrôler. Le lecteur l'accompagne dans sa découverte progressive du monde magique, dont elle apprend à décrypter les codes au fil des tomes. À la fin du tome 1, le lecteur apprend qu'elle est l'Héritière de l'Empire d'Omois, étant la fille du précédent Impérator, Danviou T'al Barmi Ab Santa Ab Maru, qui avait fui ses responsabilités. Son Familier est un pégase nommé Galant.
- Caliban Dal Salan, dit Cal

Cal est Premier Sortcelier au Château Vivant, palais royal du Royaume du Lancovit, et apprenti Voleur Patenté à l'Académie des Voleurs Patentés du Lancovit. Il est le benjamin d'une famille de cinq enfants. Il est fan du cinéma terrien, notamment de James Bond, et de Shakira. Il se montre très farceur et est réputé pour son humour. Toutefois, sous ses airs de plaisantin fainéant (et gourmand), il est extrêmement compétent. Il est la première personne avec laquelle Tara se lie d'amitié sur AutreMonde et devient l'un de ses plus fidèles alliés. Son Familier est Blondin, un renard roux.
- Gloria Daavil, dite Moineau

Meilleure amie de Tara, Moineau est une jeune fille très douce. D'une timidité maladive au début de l'histoire, elle est alors atteinte d'un bégaiement. Elle est pourtant la descendante de la Bête, de la légende de la Belle et la Bête, et possède le pouvoir de se transformer en une bête impressionnante. Elle est également l'une des princesses du Lancovit, nièce du couple royal. Influencée par ses parents, chercheurs, elle est une véritable encyclopédie de l'histoire, des coutumes et des langues d'AutreMonde. Elle est la petite amie de Fabrice, bien que leur relation soit houleuse. Elle est accompagnée de son Familier Sheeba, une panthère argentée.
- Robin M’angil

Premier Sortcelier au Royaume du Lancovit, Robin est un demi-elfe, fils de T'andilus M'angil, un elfe responsable des armées du Lancovit, et de Mévora, une chercheuse humaine. C'est un archer talentueux et combattant hors pair, puisant des réflexes surhumains dans son héritage elfique. Très romantique, il est aussi un peu maladroit. Victime de brimades racistes en raison de son métissage, Robin souffre de sa condition de demi-elfe, qui l'empêche d'être accepté comme une humain ou un elfe à part entière. Cal adore le taquiner, profitant du fait que Robin ne cache que difficilement ses émotions. Son Familier est une hydre du nom de Sourv.
° Fabrice de Besois-Giron
Ami d'enfance de Tara, il est le fils du gardien de la porte de transfert du village de Tagon. Ayant subi les émanations de cette dernière, il développe des pouvoirs magiques, bien que descendant d'une famille de nonsos. Il est ainsi le premier Besois-Giron à devenir sortcelier, mais ses pouvoirs demeurent très restreints, ce qui l'importune. C'est un garçon sensible, avec un goût prononcé pour les charades. Il est le petit ami de Moineau.
- Fafnir Forgeafeux

Naine aux cheveux roux, elle est fille du chef de clan des Forgeafeux, l'équivalent d'une princesse chez les nains. À son grand désespoir, car les nains détestent profondément la magie, elle est aussi une puissante sortcelière. Féroce guerrière, elle ne se sépare jamais de ses précieuses haches, auxquelles elle attribue des noms. Son caractère impulsif et belliqueux ne l'empêche pas de faire preuve de tendresse et d'une grande perspicacité. Son Familier est un chaton rose démoniaque nommé Belzébuth.
- Sylverchirouchivu, dit Sylver

Sylver fait sa première apparition dans le tome 7. Il s'agit d'un demi-dragon élevé par un couple de nains guerriers de la tribu des Impitoyables. Ses parents lui ont enseigné des techniques de combat propres à leur clan. Il sera d'un grand secours à Tara, qui l'aidera en retour à lever le voile sur ses origines.
- Magister

Maître des Sangraves, groupe dissident opposé aux dragons, Magister est un puissant sortcelier ainsi qu'un redoutable adversaire de Tara, qu'il ne cesse de tenter de kidnapper afin d'avoir accès aux objets démoniaques qu'il convoite et qui restent désespérément hors de sa portée. Comme les autres Sangraves, il porte une robe grise agrémentée d'un cercle rouge sur le torse. Son visage est dissimulé sous un masque miroitant qui change de couleur en fonction de ses humeurs. Bien qu'il soit l'ennemi juré de Tara, il lui arrive de prêter main-forte à cette dernière. Il est autant terrifiant qu'amusant. Sa véritable identité est l'un des plus grands mystères de la saga.

### Personnages secondaires
- Chemnashaovirodaintrachivu, dit Maître Chem

Maître Chem est un dragon qui se présente le plus souvent sous la forme d'un vieux mage. Il travaille au service du Lancovit et vient en aide à Tara et ses amis dès le début de leurs aventures.
- Lisbeth'tylanhnem T'al Barmi Ab Santa Ab Maru, dite Lisbeth

Impératrice d'Omois, Lisbeth est la tante de Tara. Comme sa nièce, elle a les yeux bleu marine et des cheveux blonds tranchés par la célèbre mèche blanche de leur dynastie. Très autoritaire, Lisbeth a plutôt mauvais caractère et perd rapidement patience ; elle peut se montrer impitoyable. Ses pouvoirs sont très puissants et font d'elle une souveraine à la fois crainte et respectée. Elle a aussi la réputation d'être l'une des plus belles femmes d'AutreMonde.
- Selenba Bragish

Terrible vampyr buveuse de sang humain (BSH), Selenba est le bras droit de Magister, dont elle est secrètement amoureuse, et était auparavant la fiancée de Safir Dragosh. Elle est aussi cruelle et sadique que puissante et véloce.
- Archange

Prince des démons, Archange fait sa première apparition dans le tome 8. Contrairement à ses ancêtres, il fait partie de la génération de démons qui ressemble aux humains et est décrit comme étant d'une beauté irrésistible. Archange est doté d'étranges pouvoirs : il peut allonger ses ongles, cacher des objets à l'intérieur de sa cuisse ou encore déplacer ses os et ses organes. Il est quasiment indestructible.
- Angelica Brandaud

Angelica est Première Sortcelière au Château Vivant du Lancovit. Jeune fille hautaine, elle prend Tara en grippe dès leur première rencontre. Elle tient cependant un rôle ambigu dans l'histoire. Elle possède la Main de Lumière qui lui permet de faire disparaître tout ce qui n'est pas vivant.
- Xandiar

De la race des thugs, il est le chef des gardes du palais impérial d'Omois et le responsable de la sécurité du couple impérial puis de Tara, à son grand désespoir. S'il mène la vie dure à Tara et à l'ensemble du Magicgang, qu'il perçoit comme des fauteurs de troubles, il finira par nouer une véritable relation d'admiration et de respect avec la jeune Héritière, qui l'aidera autant qu'elle lui fera se ronger les sangs.

### Les Duncan
- Isabella Duncan

Grand-mère maternelle de Tara, Isabella est aussi une puissante sortcelière, dont le caractère intraitable est légendaire. Son Familier était Maama, un énorme tigre du Bengale. Veuve de Ménélas Tri Vranril, elle a élevé Tara après l'enlèvement de Selena. Elle s'occupe de la surveillance et de la capture des sortceliers semchanachs sur Terre.
- Manitou Duncan

Arrière-grand-père de Tara et père d'Isabella, il a acquis l'immortalité grâce à un sort qui l'a malencontreusement transformé en labrador. Aimable et très gourmand, il est membre honoraire du Magicgang.
- Selena Duncan

Selena est la mère de Tara. Prisonnière de Magister pendant dix ans, elle est délivrée par sa fille à la fin du tome 1. Elle a les cheveux bruns et les yeux noisette. Son Familier, Sembor, est un puma. Fragile et délicate, elle n'en reste pas moins une sortcelière et une combattante. Elle a de nombreux prétendants, au grand dam de sa fille.
- Jar et Mara'tylanhem T'al Barmi Ab Santa Ab Maru T'al Duncan, dit Jar Duncan et Mara Duncan

Frère et sœur jumeaux de Tara et enfants de Danviou et Selena, ils font leur apparition dans le tome 3. Magister les a élevés en leur faisant croire qu'il était leur père biologique. Ils ressemblent à leur mère, tout en arborant la traditionnelle mèche blanche des descendants de Demiderus. Jar a un caractère cassant, proche de celui de Lisbeth ou d'Isabella, et se montre souvent désagréable avec Tara. Il a des vues sur le titre d'Héritier de l'Empire. Mara est énergique, malicieuse et peut aussi se montrer cruelle. Admiratrice de Cal, elle commence une formation de Voleuse Patentée.
- Mourmur Duncan

Arrière-grand-oncle de Tara, il apparaît dans le tome 8. C'est une sorte de savant fou amateur d'explosions. Il vient souvent en aide au Magicgang avec ses inventions.

## Adaptations

### Série d'animation (2010)
En 2010, Tara Duncan a été adaptée en dessin animé par un studio français, MoonScoop. Il a d'abord été diffusé sur la chaîne M6 et sur Disney Channel. La série, qui compte de 26 épisodes de 22 minutes, a été diffusée dans plus d'une dizaine de pays.
L'histoire est librement inspirée de la saga littéraire et supervisée par l'auteure.

### Série d'animation (2021)
Une nouvelle série d'animation est diffusée à partir de décembre 2021 sur Disney Channel. La diffusion reprend ensuite au mois de janvier 2022.
Cette série de 52 épisodes de 13 minutes suit Tara, Cal, Robin et Moineau sur AutreMonde pendant les évènements du premier tome de la saga.
| Saison | No épisode | Titre (VF)                | Date première diffusion (VF) | Chaîne première diffusion (VF) |
| ------ | ---------- | ------------------------- | ---------------------------- | ------------------------------ |
| 01     | 01         | Autre Monde               | 04 décembre 2021             | Disney Channel                 |
| 01     | 02         | L'Arbre maudit            | 04 décembre 2021             | Disney Channel                 |
| 01     | 03         | La Bête du Lancovit       | 08 janvier 2022              | Disney Channel                 |
| 01     | 04         | Les Couleurs              | 08 janvier 2022              | Disney Channel                 |
| 01     | 05         | Les Vaches dorées         | 08 janvier 2022              | Disney Channel                 |
| 01     | 06         | L'Oiseau sublime          | 15 janvier 2022              | Disney Channel                 |
| 01     | 07         | La Plante Camelin         | 15 janvier 2022              | Disney Channel                 |
| 01     | 08         | Les Spatchounes           | 15 janvier 2022              | Disney Channel                 |
| 01     | 09         | Le Sceptre des centaures  |                              |                                |
| 01     | 10         | Fafnir                    | 22 janvier 2022              | Disney Channel                 |
| 01     | 11         | Les Magicazes             |                              |                                |
| 01     | 12         | Le Livre qui sait tout    | 22 janvier 2022              | Disney Channel                 |
| 01     | 13         | Bébé Chem                 | 14 avril 2022                | RTS Un                         |
| 01     | 14         | Les Nains guerriers       | 14 avril 2022                | RTS Un                         |
| 01     | 15         | Le Violoniste             | 29 janvier 2022              | Disney Channel                 |
| 01     | 16         | Le Mémorus                | 29 janvier 2022              | Disney Channel                 |
| 01     | 17         | Entraîneur Angelica       | 15 avril 2022                | RTS Un                         |
| 01     | 18         | Le Palais aux pâtisserie  | 15 avril 2022                | RTS Un                         |
| 01     | 19         | La Tornade                |                              |                                |
| 01     | 20         | Peureuse Sheeba           | 18 avril 2022                | RTS Un                         |
| 01     | 21         | Le Sceptre de maître Chem | 18 avril 2022                | RTS Un                         |
| 01     | 22         | La Potion                 |                              |                                |
| 01     | 23         | Le Tableau                | 18 avril 2022                | Disney Channel                 |
| 01     | 24         | Magister recrute          | 19 avril 2022                | Disney Channel                 |
| 01     | 27         | L'Elfe sur la couverture  | 19 avril 2022                | RTS Un                         |
| 01     | 32         | Fafnir et la Magie        | 20 avril 2022                | RTS Un                         |
| 01     | 35         | La Course de Fafnir       | 21 avril 2022                | RTS Un                         |
| 01     | 37         | Les Journaux intimes      | 22 avril 2022                | RTS Un                         |
| 01     | 40         | Le Grand Oiseau d'or      | 22 avril 2022                | RTS Un                         |
| 01     | 51         | Magister et la Bête       | 22 avril 2022                | RTS Un                         |

La série est également diffusée sur la chaîne Gulli depuis février 2022, avec un marathon des 6 premiers épisodes.

### Jeu vidéo en ligne
Tara Duncan, le jeu est un jeu d'aventure gratuit mis en ligne le 20 avril 2011 et créé par l’équipe de Feerik, en partenariat avec M6 et MoonScoop. La page Facebook de Tara Duncan, le jeu était également un lieu d'échanges et d'actualités pour la communauté des Taraddicts. Le jeu a été clos en 2013.

## L'univers des fans
La saga littéraire, plébiscitée par les lecteurs, a donné lieu à la fondation d'une communauté de fans : les Taraddicts (contraction de "Tara" et "addicts"). Le terme Taraddicts désigne les fans de Tara Duncan et, plus largement, des œuvres de Sophie Audouin-Mamikonian et de l'auteure elle-même.

### L'auteure et son univers sur le web
Sophie Audouin-Mamikonian s'est rapidement distinguée par son habitude à répondre quasi systématiquement aux mails des fans,, y allouant plusieurs heures par jour. Elle a aussi nourri régulièrement, et pendant de nombreuses années (de 2005 à 2018), un blog personnel mélangeant des annonces concernant ses productions, des anecdotes sur sa vie et sa famille et des réflexions sur son travail. Ce blog a fait partie des 10 blogs personnels les plus visités en France dans les années 2000. L'espace commentaires est devenu un espace de rencontres virtuelles pour les fans qui l'utilisaient comme un Chat. À certaines périodes, la densité de participation était si importante (jusqu'à 3500 commentaires en quelques jours) que l'auteure proposait des billets "intermédiaires" afin de créer un nouvel espace d'échanges, moins saturé,.
Les plateformes officielles liées à la licence comptaient, à partir de 2005, le site officiel, le blog de l'auteure et les "blogus", plateforme destinée aux fans de la saga qui pouvaient se créer des blogs personnels modérés par la communauté.
En s'investissant autant dans un rapport direct avec ses fans, Sophie Audouin-Mamikonian est devenue une figure d'amie médiatique, telle que théorisée par Joshua Meyrowitz en 2002,.

« La star, intensément "fréquentée" par une multitude de fans à travers les médias, par la presse people et les réseaux sociaux notamment, acquiert aux yeux des fans une certaine aura familière. »Anthony Galluzzo et Jean-Philippe Galan, « L'apport de l'ethnographie multisite à l'étude du consommateur fan », La Revue des Sciences de Gestion, vol. 261-262, no 3,‎ 2013, p. 139 (ISSN 1160-7742 et 1760-6136, DOI 10.3917/rsg.261.0139, lire en ligne, consulté le 28 juin 2021)

— Anthony Galluzzo et Jean-Philippe Galan, L'apport de l'ethnographie multisite à l'étude du consommateur fan.

### Les dédicaces et rencontres de fans
À partir du 17 mars 2004, soit pour le tome 2 de Tara Duncan (Le Livre Interdit), les différentes maisons d'édition organisent des séances de dédicaces dans de grandes librairies parisiennes. Les premières ont lieu quelques jours avant la sortie du livre (ce qui permet aux lecteurs faisant le déplacement d'obtenir le livre dédicacé et en avant-première), les dernières se tenant quelques jours après la sortie en librairie. La Scala, ancienne boîte de nuit parisienne, esr privatisée le 29 septembre 2007, à l'occasion de la sortie du tome 5.
Pour les tomes 7 à 10, des lectures publiques des premiers chapitres en avant-première sont effectuées par l'autrice. L'équivalent a été proposé par l'autrice sur sa chaîne YouTube pour le dernier tome du premier cycle (L'Ultime Combat) et les livres suivants (La Fille de Belle, Tara et Cal, L'Impossible Mission).
Pendant plusieurs années, l'autrice se déplace sur les territoires français, belge et suisse afin de rencontrer les élèves des écoles qui l'invitent, avant de rencontrer le grand public dans des librairies.
Une exposition-convention autour de l'univers de Tara Duncan, le travail éditorial et les productions des fans se tient les 30 et 31 mai 2015 au sein de l'auberge de jeunesse Yves Robert à Paris, dans le 18e arrondissement. Sophie Audouin-Mamikonian y donne une masterclass.

### Le soutien de l'autrice aux créations des fans
Souhaitant favoriser les créations de ses fans autour de son univers, Sophie Audouin-Mamikonian soutient les passerelles entre ses productions et celles de ses fans. Le lexique de l'univers situé en fin de chaque tome a été illustré par les fans participant au concours de dessin. Les tomes 5 à 12 comprennent une fanfiction à la fin du tome, là aussi sélectionnée à l'issue d'un concours. La fanfiction Le chant du rossignol, de Jade Baudain, est également éditée en petit format en quantité limitée, fourni à l'achat du tome.
Pour les illustrations des albums pour enfants Clara Chocolat, Sophie Audouin-Mamikonian a choisi de s'associer à Crystal, illustratrice Taraddicte.
La Danse de la Licorne est également un projet qui s'inscrit dans cette dynamique, puisqu'il s'agit d'une fanfiction éditée sous l'égide de l'auteure au sein d'une collection, Les AutresMondes de Tara Duncan, qui avait pour objectif d'accueillir plusieurs récits de ce type. Thomas Mariani, l'auteur de La Danse de la Licorne, est également le réalisateur d'un documentaire, diffusé le 6 janvier 2007 dans une salle de cinéma privatisée, le réalisateur de la vidéo de couverture de la sortie du tome de Tara et Cal et le réalisateur de la signature du contrat entre Sophie et Moonscoop, société ayant produit la série d'animation 2D. Thomas Mariani est aussi le scénariste du 26e et dernier épisode de la série 2D et il a participé à la novélisation du dessin animé.

### Les productions de fans
Comme la plupart des fandoms, les Taraddicts se sont emparés des outils du web pour concevoir et partager leurs productions : web-séries amateures, fanzines en ligne, faux-documentaires, fausses bandes-annonces, webradio, forums de discussions, forums RPG, fanfictions, fanarts...